# 봉황이끼속
봉황이끼속(Fissidens)은 꼬리이끼목 봉황이끼과에 속하는 이끼 식물 분류군이다. 봉황이끼과는 봉황이끼목(Fissidentales)의 단일 과로 분류하기도 한다. 이름은 잎이 봉황새의 깃털처럼 생겨서 붙여졌다.

## 특징
잎은 녹색부터 암녹색까지 띠며, 잎이 줄기에 2열로 늘어서 깃털 모양의 외관을 가진다. 또한 잎 기부에 잎이 접혀서 겹쳐지는 복익 구조를 갖는다. 이는 봉황이끼속의 특징적인 구조이다. 삭은 측생 또는 정생이고 삭의 뚜껑에는 치아가 있다. 젖은 그늘의 돌이나 나무 위에 자란다.

## 하위 종
전 세계에 450~570여 종이 알려져 있다.

### 한국에서 자생하는 종
- 꼬마봉황이끼 (Fissidens bryoides) Hedw.
- 벼슬봉황이끼 (Fissidens dubius) P. Beauv.
- 가는물봉황이끼 (Fissidens grandifrons) Brid.
- 작은봉황이끼 (Fissidens gymnogynus) Besch.
- 봉황이끼 (Fissidens nobilis) Griff.
- 주목봉황이끼 (Fissidens taxifolius) Hedw.